# Елейкино (Марий Эл)

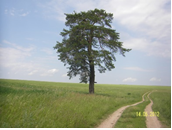
Одинокая сосна перед деревней Елейкино

Елейкино (мар. Элесола) — деревня в Шалинском сельском поселении Моркинского района Республики Марий Эл.
Расположена в 9 км к запад-юго-западу от посёлка Морки и в 66 км к восток-юго-востоку от Йошкар-Олы. Имеется грунтовая подъездная дорога от ближайшей деревни Кучукенер (1 км к северо-востоку).
| 2010 |
| ---- |
| 28   |

## История
Деревня образовалась в 1675—1700 годах.
До 1930 года в деревне господствовали обычаи марийского народа и верховенство языческой веры. И не имели фамилий до 1920 года.
Последним картом был Димитрев Семен Димитрович (1874—1953). Из его слов известно, что первые поселенцы жили возле ключа Элей Памаш в землянках. Со временем начали возделывать земли и разводить скот.
Деревня первоначально называлась Элейнур. Во время переписи (ревизий) деревню записали Элейсола.

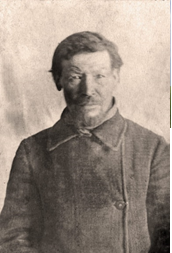
последний карт деревни Елейкино Дмитриев Семен Дмитриевич

Жители деревни ходили в церковь в село Арино молиться и также соблюдали все обычаи и традиции мари. Так же в село Арино ходили на базар.
С 1930 года Сурем Ото превратили в кладбище, сейчас известно как Азъяльское кладбище.
По просьбе местных жителей последний обряд проводился в 1942 году (Сурем Ото).
В 1929 году начали образовываться колхозы. И в это же время д. Элейсола получила название Елейкино.
Первым в Моркинском районе образовался колхоз «Патыр» с центром в д. Азъял и д. Элейсола вошла в состав колхоза, но через год он распался.
В 1931 году в Елейкино образовался колхоз «Элей Нур». В колхозе было 15 дворов, конюшня, овчарня, птицеферма, ферма КРС и пасека. А также своя пожарная часть с ручным насосом. В деревне в 1940 году начали строить новую конюшню и к тому времени насчитывалось 17 лошадей. В 1941 году началась война и конюшню не достроили, а во время войны сруб пустили на дрова.
Семен Димитриевич все своё большое хозяйство передал в колхоз «Элей Нур», а было у него 25 ульев и своя зерносушилка. Сам карт Семен Димитриевич работал в колхозе, выполнял посильный ему труд (охрана амбаров, топка печек в правлении).
Посреди д. Елейкино был колодец, были попытки обустроить колодцы в разных частях деревни. Возле дома Матвея Филипповича из-за конфликта бросили недоделанный колодец. А возле дома Алексея Сергеевича при копке услышали сильный гул, поэтому закопали обратно.
В колодце воды всем не хватало, поэтому жители в основном ходили на ключ Элей Памаш.
В 1942 году ключ Элей Памаш засох и жители за водой начали ходить в Сакар Памаш, который существует до сегодняшнего дня.
В деревне колодец обветшал во время войны, из-за аварийности его закопали.
Было в деревне 2 пруда: один был выкопан жителями вручную в 1810 году, а второй в 1966 году трактором. В 2006 году оба пруда высохли.
На фронт из деревни Елейкино ушли 18 мужчин, 9 человек не вернулись.
В 1950 году на берегу озера Кугу Ер было большое собрание трех деревень, на котором было решено объединить 3 деревни: Шиншедур, Олыкял и Элейсола в один колхоз «У Вий».
В 1972—1975 годах все пустующие участки, сады, рощи возле деревни Елейкино, где жители проводили праздник Агапайрем, все деревья выкорчевывали и превращали в поля. В результате деревня Елейкино оказалась неперспективной и постепенно стала пустеть. Из-за интенсивного использования ядохимикатов в полях погубили пчеловодство.
Со строительством свиноводческого комплекса в колхозе «Родина» все луга за д. Елейкино превратили в пастбище для свиней, сюда же сливались нечистоты. А раньше жители деревни Елейкино во время сенокоса строили шалаши и жили в них. Там было обустроено 2 ключа (Семен Памаш и Куван Памаш). Во время летней жары купались в озере Кугу ер, ловили рыбу. На одном из склонов ранней весной собирали черемшу, а в низменных местах съедобные сочные травы. По оврагам обильно рос орешник.
В 1970 году в д. Елейкино было 14 домов, насчитывалось 76 жителей.